# Greifenhainer Fließ
Das Greifenhainer Fließ, niedersorbisch Kśišowka, ist ein linker Nebenfluss des Südumfluters (und somit der Spree) in der Niederlausitz im Süden von Brandenburg. Bis 1937 hieß der Fluss bis zum Zusammenfluss mit dem Brahmower Landgraben bei Müschen Kzschischoka und danach bis zur Mündung in den Südumfluter Sprewietza-Fließ.

## Name
Der ursprüngliche Name Kzschischoka ist von dem niedersorbischen Wort kśiwy abgeleitet, was übersetzt „krumm“ bedeutet und den Flussverlauf beschreiben soll. Neben der allgemeinen Schreibweise Kzschischoka war seltener auch die Variante Kschischoka zu finden. Der Name wurde 1937 von den Nationalsozialisten zur Tilgung des sorbischstämmigen Namens geändert. Dies ist bis heute der amtlich-gültige Name des Gewässers. Auf offiziellen Hinweistafeln und Karten findet sich allerdings vor allem für den südlichen Teil des Flusses wieder häufiger der Name Kzschischoka.

## Geographie
Das gesamte Einzugsgebiet des Greifenhainer Fließes umfasst landschaftlich von Süden nach Norden den Lausitzer Grenzwall, den Nordhang des Lausitzer Grenzwalls mit dem Altdöberner Becken und die Süddpolder des Spreewaldes.

### Verlauf
Das Greifenhainer Fließ entspringt westlich der zur Gemeinde Altdöbern gehörenden Siedlung Tiergartenhaus auf einer Höhe von ca. 109 m ü. NHN. Auf Höhe der Gattigmühle mündet das Chransdorfer Fließ in das Greifenhainer Fließ. Südöstlich von Altdöbern durchfließt der Bach den Schlosspark und mündet dort in den Großen Salzteich. Danach zweigt das Fließ nach Nordosten ab und passiert die Ortslage Peitzendorf und danach das Dorf Reddern und dessen Gutspark. Schließlich durchquert das Greifenhainer Fließ die devastierte Ortslage Gräbendorf. Von links mündet dann der Laasdorfer Graben in das Greifenhainer Fließ, das danach in den durch den Tagebau Gräbendorf entstandenen Gräbendorfer See mündet.
Im weiteren Verlauf mündet hinter Wüstenhain das Buchholzer Fließ in das Greifenhainer Fließ. Dieses führt zunächst an der Ortslage Wiesendorf vorbei und bildet danach für rund einen Kilometer die Grenze zwischen den Landkreisen Oberspreewald-Lausitz und Spree-Neiße und danach die Grenze zwischen den Kolkwitzer Ortsteilen Eichow und Krieschow. In der Nähe der Eichower Bahnhofssiedlung südlich der Bahnstrecke Halle–Cottbus mündet von links der Briesener Wiesengraben in das Greifenhainer Fließ. Hinter der Bundesautobahn 15 durchfließt das Greifenhainer Fließ die Ortslage Krieschow und unterquert die Landesstraße 49 (ehemalige Bundesstraße 115).
Bei der zu Krieschow gehörenden Siedlung Feldmühle mündet der Krieschower Mühlengraben in das Greifenhainer Fließ. Dieses führt an der Siedlung Schneidemühle vorbei und bildet danach wieder die Grenze zwischen Krieschow und Eichow. Bei Babow mündet der Priorgraben von rechts in das Greifenhainer Fließ, dieses knickt dahinter nach Westen ab und bildet hier die Grenze zwischen den Ortsteilen Eichow und Babow. Hinter der Ortslage Babow knickt das Greifenhainer Fließ wieder nach Norden ab und passiert kurzzeitig den Vetschauer Ortsteil Suschow. Danach fließt der Bach an der Paulicks Mühle vorbei und wechselt im weiteren Verlauf mehrfach zwischen den Gemarkungen von Naundorf und Müschen.
An der Gemarkungsgrenze zwischen Naundorf, Müschen und Burg-Kolonie mündet der Brahmower Landgraben in das Greifenhainer Fließ. Danach passiert dieses die Ortslage Burg-Kolonie und mündet in den Südumfluter.

## Geschichte
Die Kzschischoka war ursprünglich wasserreicher als heutzutage und gehörte gar zu den wasserreichsten Nebenarmen der Spree. So sind an ihrem Verlauf auch mehrere Wassermühlen überliefert. Die Kzschischoka speiste sich aus mehreren kleinen Zuflüssen, wobei die spätere namengebenden Quelle bei Greifenhain die schwächste davon war. Der Fluss durchzog eine für diese Gegend typische Heide- und Teichlandschaft, die stark landwirtschaftlich geprägt war, und verband auf ihrem Weg auch einige Teiche wie den Werg-Teich und der Lug-Teich, die 1981 durch die Auflassung des Tagebaus Gräbendorf verschwanden.
Der Beginn des Braunkohletagebaus in der Region (ab 1936 im Tagebau Greifenhain (Entwässerungsarbeiten ab 1935), ab 1979 in Gräbendorf) hatte großen Einfluss auf das Gewässer und seinen Verlauf. So wurde das natürliche Quellgebiet vom Tagebau Greifenhain überbaggert. In den 1960er Jahren sank der Wasserhaushalt der Kzschischoka zusehends. Bis zum Ende der 1970er Jahre war der ursprüngliche Oberlauf des Flusses vollständig zerstört. Zudem wurde der Flusslauf mehrfach angepasst. Durch die Rekultivierung und Flutung des Tagebaus Gräbendorf kehrte der Fluss in sein ursprüngliches Bett zurück, muss allerdings heute hinter dem neu entstandenen Gräbendorfer See, der seinen natürlichen Verlauf nun unterbricht, phasenweise zusätzlich mit Wasser gespeist werden, um nicht trockenzufallen.

## Umwelt
Aktuell ist die Kzschischoka von Verockerung durch Eisenhydroxid als Folge des Braunkohlebergbaus betroffen. Durch den fortgeschrittenen Grundwasserwiederanstieg und zunehmenden Grundwasseranschluss hat das natürliche Dargebot der Fließgewässer im oberen Einzugsgebiet des Greifenhainer Fließes in den letzten Jahren zugenommen. Restabsenkungen und Defizite bestehen im Oberlauf des Greifenhainer Fließes in der Umgebung des Altdöberner Sees.

## Sehenswürdigkeiten und Bauwerke

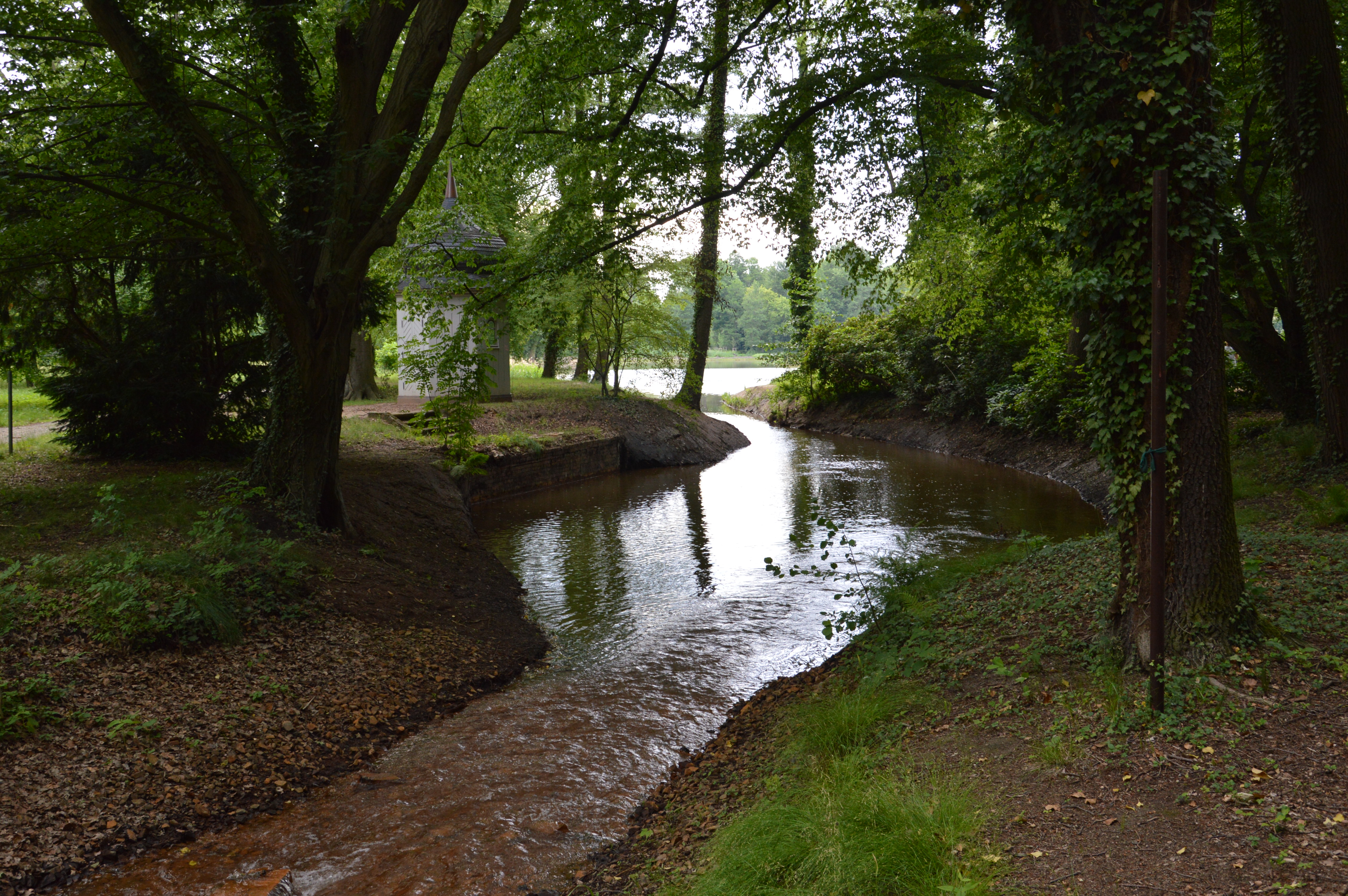
Zufluss der Kzschischoka in den Großen Salzteich im Schlosspark Altdöbern

In ihrem Oberlauf durchquert die Kzschischoka den Schlosspark Altdöbern. Nördlich vom dreiflügligen Schloss Altdöbern durchfließt sie den Großen Salzteich und den historischen Park.